# Ильинский, Павел Васильевич (священник)
Па́вел Васи́льевич Ильи́нский — русский писатель, священник, переславский краевед.
Его важнейшие труды:
- «Житие святого благоверного князя Андрея Смоленского, переславского чудотворца» (1890)
- «Переславский Никитский монастырь и его подвижник, преподобный Никита Столпник» (Владимир, 1897)
- «К истории воцарения императрицы Елизаветы Петровны» («Русская старина», 1893, апрель)

Рукописные материалы Павла Васильевича Ильинского хранятся в Государственном архиве Владимирской области (ГАВО) (среди материалов ВУАК — Владимирской учёной архивной комиссии) и в архиве Переславль-Залесского историко-архитектурного и художественного музея-заповедника (ПЗИАХМЗ).